# Józef Potocki

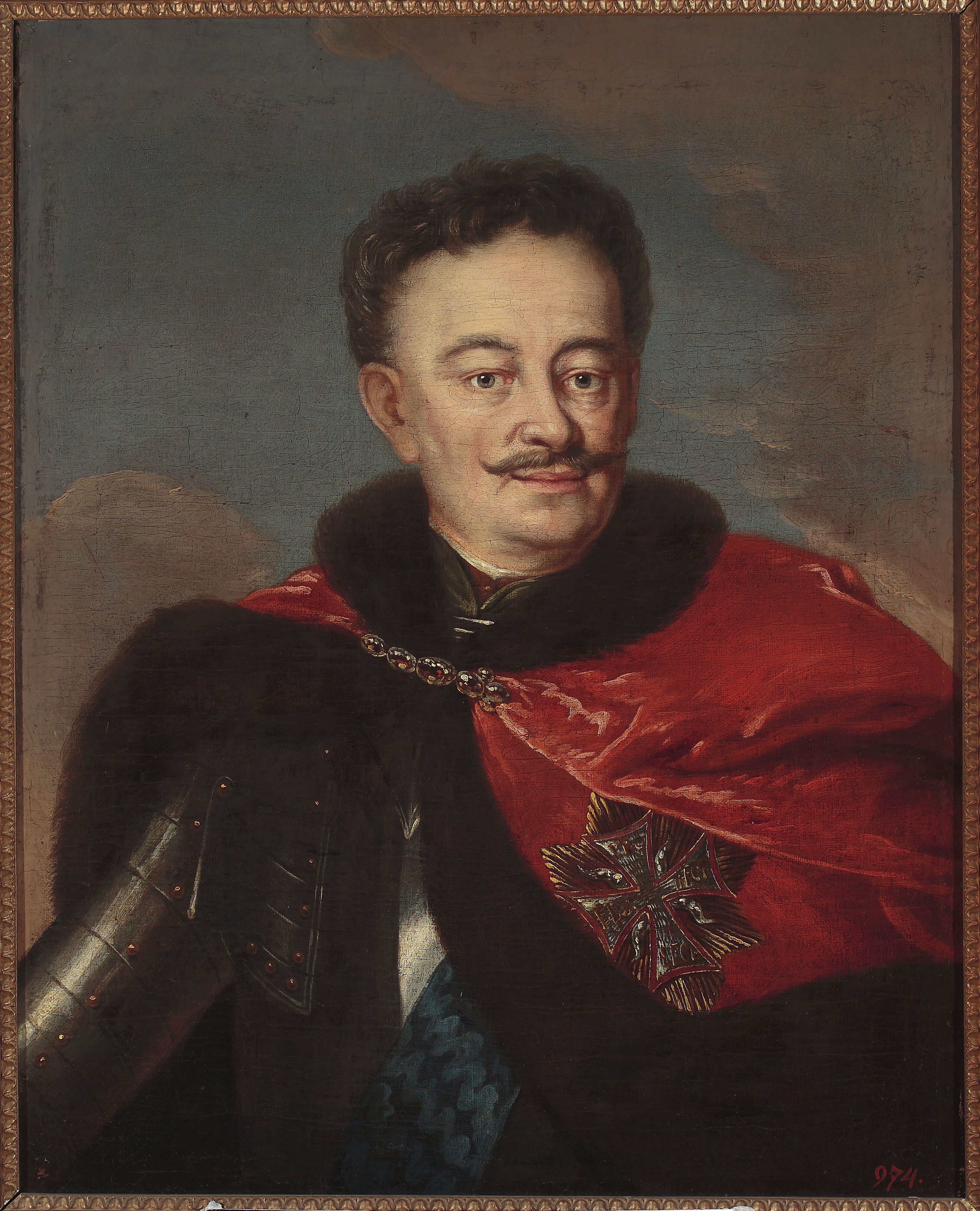
Józef Potocki

Józef Potocki (* 1673 in Iwano-Frankiwsk; † 19. Mai 1751 in Założce) war ein polnisches Mitglied der Szlachta und Großhetman der polnischen Krone.

## Leben
Der Vater war Andrzej Potocki und die Mutter Anna Rysińska. Die Potockis waren eine berühmte Adelsfamilie, deren Ursprung in dem Ort Potok in der Woiwodschaft Krakau liegt.
Józef galt als der reichste Magnat zu dieser Zeit. Er war Wojewode der Wojewodschaft Kiew von 1702 bis 1744, Regimentarz generalny der polnischen Kronarmee seit 1733, Großhetman der Krone seit 1735 und Wojwode der Wojewodschaft Posen seit 1743. Er war außerdem Kastellan von Krakau seit 1748 und Landrat von Halytsch, Warschau, Leżajsk, Kolomyja, Czerwonogród, Sniatyn und Bolemów.
Im Jahr 1703 unterdrückte er eine Bauernrevolte angeführt von Semen Palij in der Ukraine. Er war ursprünglich ein Anhänger von König August II. von Polen. Durch die aussichtslose militärische Lage der Sachsen im Großen Nordischen Krieg gegen Schweden wechselte er im Jahre 1705 die Seiten und wurde ein Anhänger des von Schweden gestützten Königs Stanislaus I. Leszczyński.
In der für die Schweden verloren gegangenen Schlacht bei Kalisch führte Potocki die polnischen Truppen an der rechten Flanke. Jozef fiel nach der Schlacht als Kriegsgefangener in sächsische Hände. Da August den eben geschlossenen Altranstädter Frieden nicht aufkündigen wollte, entließ er alle Gefangenen.
Leszczyński wollte zwei Jahre später den Schweden bei ihrem Russlandfeldzug militärisch beistehen und ernannte persönlich Potocki zum Kommandeur. Unter seinem Kommando standen etwa 8.000 Reiter und Dragoner sowie eine kleinere Anzahl an Artillerie. Józef wurde in der Schlacht bei Koniecpol im Jahre 1708 von den anti-schwedischen Anhängern des gewählten aber im Altranstädter Friede für abgesetzt erklärten Königs von Polen August des Starken geschlagen. Durch den Verlust dieser Armee wurde die Stellung Stanislaus Leszczyńskis in Polen sehr geschwächt. Er hatte kaum noch militärische Reserven. Nach der Kriegswende zuungunsten des schwedischen Lagers durch die verlorene Schlacht bei Poltawa ging Potocki ins Exil nach Ungarn und die Türkei. Im Jahre 1714 kam er zurück nach Polen und wurde zusammen mit Theodor Andreas Potocki der Führer der Opposition gegen die Familia-Partei und den königlichen Hof.
Im Jahre 1733 während des polnischen Erbfolgekriegs unterstützte er wieder Stanislaus I. Leszczyński. Er wurde ein Regimentarz der Konföderation von Dzików und führte die polnische Konföderiertenarmee gegen die russischen und sächsischen Truppen in vielen Schlachten. Im Jahr 1735 erkannte er zwar August III. als König von Polen an, konspirierte aber gegen ihn und den königlichen Hof mit der Türkei, Schweden und Preußen.